# Holocausto samurái
Holocausto samurái (Six-String Samurái) es una película posapocalíptica americana dirigida por Lance Mungia en 1998.

## Argumento
En 1957, la Unión Soviética decidió ignorar la Guerra Fría y atacó a los Estados Unidos con armas nucleares, dejando la mayor parte de la nación inhabitable. El gobierno estadounidense se derrumbó con la excepción de Las Vegas, lugar donde Elvis guio y refugió a los sobrevivientes, convirtiéndose en el Rey de lo que hoy es llamado Lost Vegas. El Ejército Rojo sitió Lost Vegas, pero la falta de suministros a lo largo de los años los hizo convertirse en una banda de matones. Por su parte, fuera de la seguridad del refugio, algunos desafortunados luchan por sobrevivir a los peligros del desierto, los criminales y los caníbales que merodean; en ese ambiente con los años han nacido los músicos, guerreros hábiles con los instrumentos musicales y feroces en el uso de las armas blancas y las artes marciales.
Cuarenta años después, el rey Elvis muere y el disc jockey de radio Keith Mortimer hace un llamado para que todos los músicos que lo deseen vayan a Lost Vegas para tratar de convertirse en el nuevo Rey del Rock 'n' Roll. El final de Su mensaje es claro: "¡Vegas necesita un nuevo Rey!".
Buddy, un guitarrista y espadachín solitario, salva de un grupo de bandidos a un infante sin nombre al que simplemente llama "Niño". Como su madre fue asesinada por los bandidos, Niño decide acompañar a Buddy para disgusto de este último. Mientras el dúo viaja a través del páramo del desierto, Muerte, un sobrenatural músico de Heavy metal ha decidido obtener el trono y, acompañado por su banda, comienza a cazar y asesinar a los músicos que intentan llegar a la ciudad. Sabiendo que entre todos Buddy es el más poderoso con la espada y talentoso con la guitarra, pretende evitar a toda costa que sobreviva al viaje enviando un equipo de cazarrecompensas llamados los Pin Pals, a quienes Buddy enfrenta y derrota fácilmente; tras seto, él y Niño roban un auto de otro músico para continuar su viaje. Más tarde Muerte encara y asesina a los Pin Pals por su fracaso.
Cuando su auto se descompone, Buddy y Niño intentan pedir prestada una llave inglesa a una familia suburbana sin saber que son caníbales. Buddy decide dejar a Niño con ellos creyendo que desean adoptarlo y se marcha a pie. Niño está a punto de ser comido, pero se salva cuando el grupo de bandidos Windmill People invade la casa y la familia huye gracias a lo cual el muchacho se reúne con el músico nuevamente. Tras huir juntos hasta que el auto se avería Buddy se marcha dejando a Niño a su suerte, pero cuando los Windmill People están a punto de atraparlo, el músico regresa y los asesina. Ambos continúan su viaje en una motocicleta abandonada que Niño pudo reparar. Mientras tanto, Muerte ha matado a todos los músicos que se cruzan en su camino, tomando sus uñetas como trofeos.
Buddy y Niño llegan a la ciudad de Fallout, donde deja a Niño con algunos lugareños y entra en un bar para beber y pasar tiempo con una animadora. Muerte llega, pero Niño advierte a Buddy a tiempo para que huyan. Antes de que lo hagan, Buddy es abordado por un joven músico que intenta hacerse una reputación derrotándolo, pero solo consigue ser humillado por el guitarrista. Continuando su viaje, Buddy es atacado por el muchacho e involuntariamente lo mata en defensa propia; sintiéndose culpable, se plantea abandonar su espada y sus deseos de llegar a la ciudad, pero Niño, todavía creyendo en él, lo ayuda a recuperar su confianza. Finalmente, ambos comienzan a vincularse más y Buddy lo toma como su aprendiz. 
Más tarde son emboscados por Muerte y su banda, mientras Buddy lucha contra los arqueros, Niño es capturado por un grupo de mutantes clandestinos, por lo que Buddy abandona el enfrentamiento para perseguir a los mutantes hasta su guarida mientras que Muerte decide ir tras otros músicos y dejar a Buddy para el final.
Buddy logra salvar a Niño y, después de regresar a la superficie, encuentran su camino a Las Vegas bloqueado por el Ejército Rojo. Después de una batalla agotadora donde logra masacrar a todos los soldados, Buddy resulta herido y colapsa, por lo que Niño debe arrastrarlo para continuar.
Muerte finalmente los alcanza y se involucra en un duelo de guitarras que enfrenta el Rock and roll de Buddy contra el Heavy Metal de Muerte. Cuando Buddy demuestra ser mejor guitarrista, Muerte ordena a su banda que los maten con sus arcos. Buddy protege a Niño, recibiendo muchas flechas, aun así se levanta y lucha contra Muerte en una pareja pelea de espadas hasta que su condición le pasa factura y Muerte logra asesinarlo.
Considerándose vencedor, Muerte intenta asesinar a Niño pero este lo escupe descubriendo que la debilidad de Muerte es que ser mojado lo lastima, por lo cual le vacía su cantimplora corroyéndolo hasta destruir completamente su cuerpo. Impresionados porque Niño derrotó a Muerte, los compañeros de su banda le muestran sus respetos, lo reconocen como un músico y ofrecen responder a su llamado cuando necesite una banda, tras lo cual se retiran. 
Niño, triste por la muerte de Buddy, acepta terminar el viaje en su nombre y tras ponerse el atuendo de su maestro, carga su guitarra y su espada, entrando a Lost Vegas como el único músico que pudo completar el viaje. La película termina con Niño convirtiéndose en Buddy, simbolizando que ha heredado su espíritu mientras una multitud lo aclama desde Lost Vegas.

## Análisis

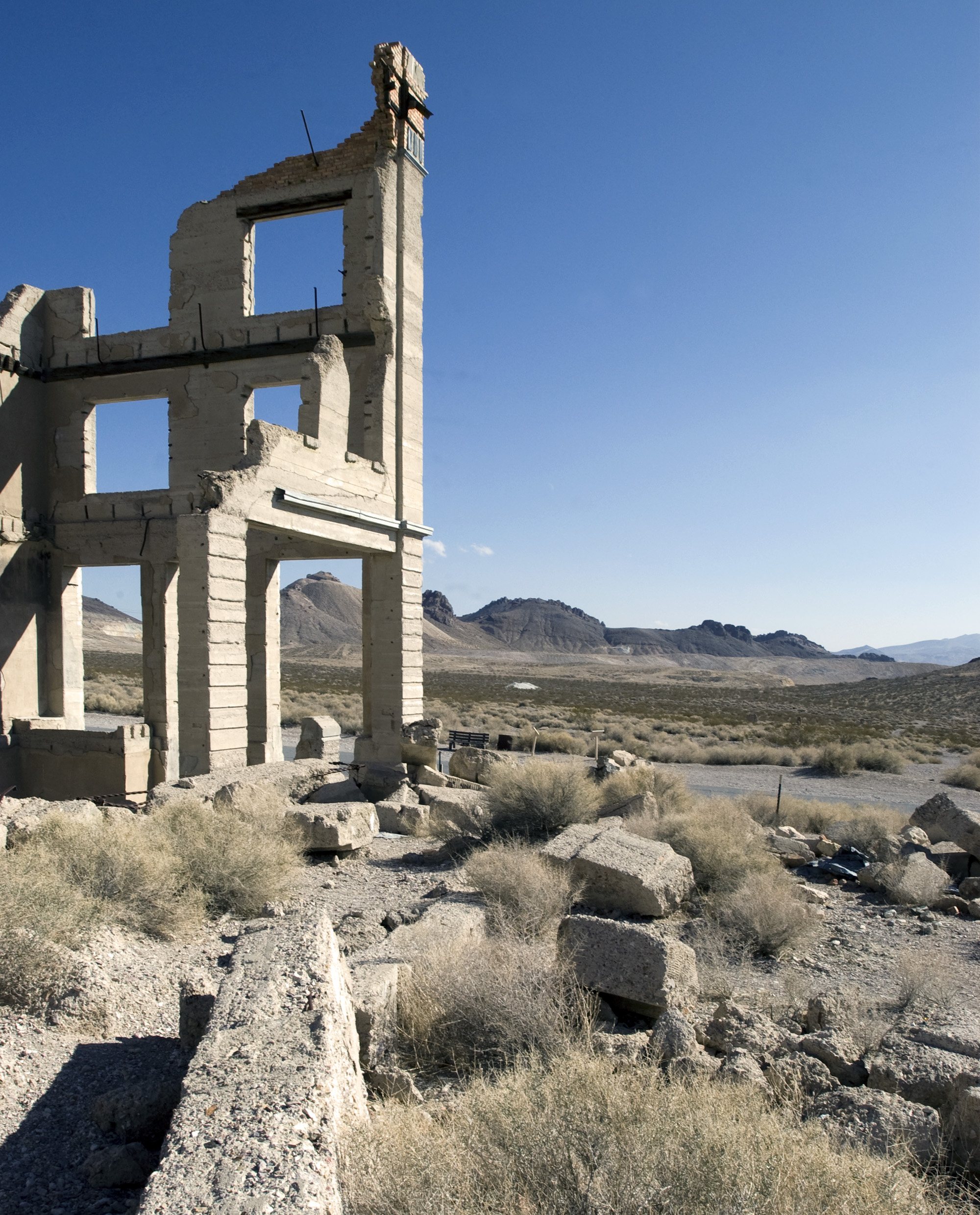
Ghost Town, Rhyolite Nevada. Uno de los lugares de rodaje.

Rodada cámara en mano en el Valle de la Muerte con películas recuperadas gratuitamente, Holocausto samurái es una película difícil de clasificar. Relata hechos sociales sin ser una película comprometida (la guerra fría), y hace referencia a temas tan diversos como el rock'n'roll de los años cincuenta, las películas de samuráis, lo fantástico integrado sin explicación (la Muerte es un personaje principal) o los secretos del gobierno estadounidense (algunos personajes de la película en traje antirradiación hacen referencia al área 51). Caótica y sin embargo coherente, Holocausto Samurái, debido a su estilo tan particular, puede ser considerada como una película de género o de autor : su director afirma que es una experiencia visual y sonora fuera de los caminos trillados. Las escenas se encadenan con un sentido sorprendente del ritmo y del enganche visual, que vence las habituales debilidades del cine de acción.